# Церква Вознесіння Господнього (Новопетрівка)
 Церква Вознесіння Господнього — православний храм в селі Новопетрівка (Роздільнянський район) на Одещині, пам'ятка архітектури та містобудування загальнодержавного значення.

## Історія

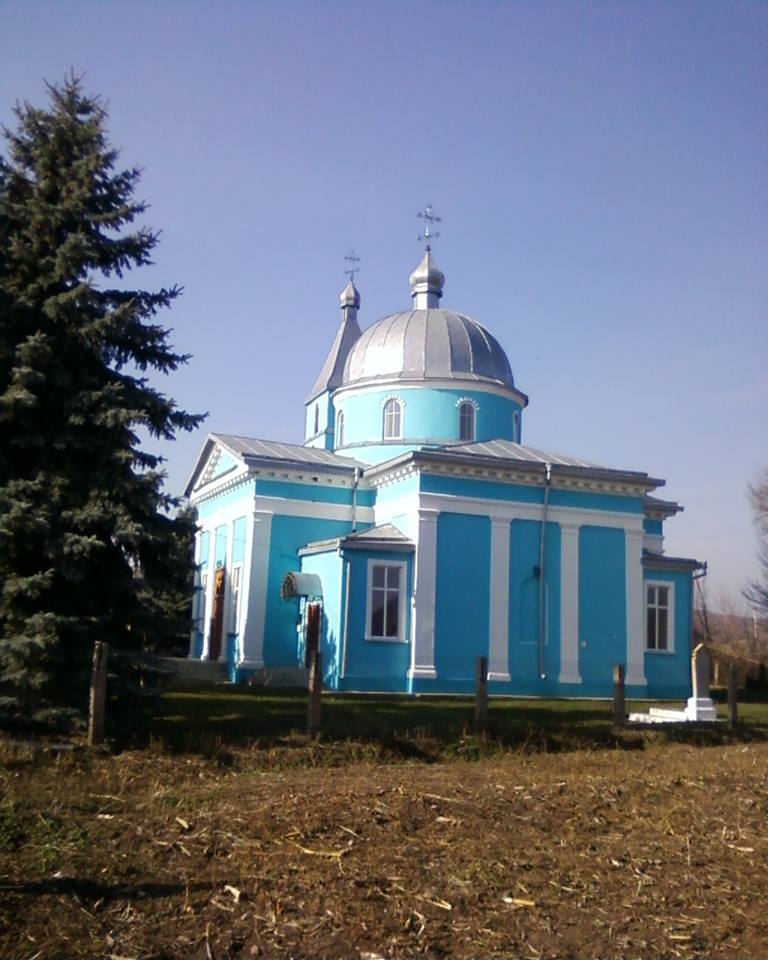
Бічний вигляд храму

### Будівництво
Кам'яну церкву в ім'я Вознесіння Господнього було закладено в 1823 році, разом з заснуванням містечка Новопетрівське, Надвірним Радником Петром Андрійовичем Савицьким.
В 1825 році церква була збудована на кошти померлого поміщика Петра Савицького. Церква і дзвіниця були збудовані з каменю. Престол в ній був один в ім'я Вознесіння Господнього. Штат церковний складався із священника і псаломщика.
При церкві було 120 десятин землі, в тому числі 20 десятин неугідь. Біля церкви були збодовані будинки і відведені в користування церковним служителям. Довжина садиби священника-49, а ширина — 36 квадратних саженів. Довжина садиби псаломщика — 17, а ширина 15 кв. саженів. В подвір'ї священника знаходились будівлі: флігель з кухнею, в якому розміщувалась школа грамотності, сарай з конюшнею, амбар-льодовик, два погріби. Біля будинку псаломщика був ще сарай.
На утримання церковних осіб щорічно асигнувалось для священника — 94 карбованці 8 копійок, для псаламщика — 47 карбованців, 4 копійки.

### Розвиток
Одним із описів церковного майна є опис датований 1895 роком, який зберігався в Херсонській Духовній Консисторії. При церкві була невеличка бібліотека, яка складалась з проповідей і творів духовних авторів, а також з єпархіальних і церковних відомостей. Книга обліку майна видана із Консисторії в 1898 році, в ній було заповнених 70 аркушів і 30 аркушів незаповнених. До церкви належало два приходських цвинтарі.

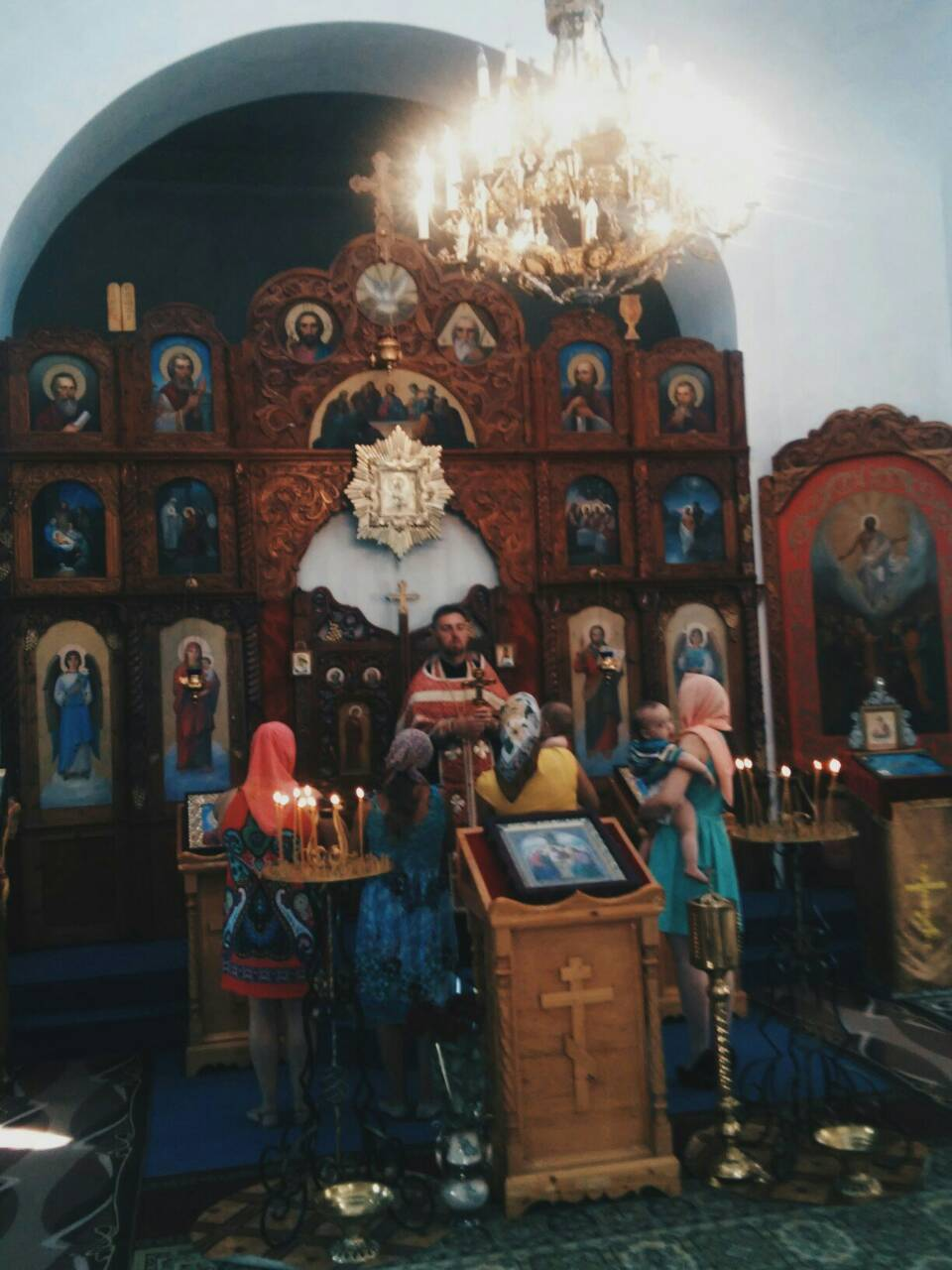
Хрещення новонароджених у Храмі

В 1887 році було відкрито школу грамотності, в якій вчителювала в той час, після закінчення курсу в Одеському Єпархіальному училищі, Дар'я Фролова Нестеровська, яка отримувала 10 карбованців в місяць за учбовий час та 50 карбованців від земства і церкви. Законоучителем в школі був місцевий священник. Утримання в школі було побудовано на основі параграфу 12 «Правил про піклування» в одній особі землевласника Петра Миколайовича Дмитрієва. Просфорнею була вдова священника Марія Захарівна Нестерова, яка отримувала плату 60 карбованців на рік.
До церкви, крім містечка Новопетрівське, був приход з хуторів Савицьке (8 верств), Новомайорське (7 верств), Три криниці (5 верств), Вакарського (3 вертви)та станції Веселий Кут (8 верств).
У данних за 1911 рік є інформація, що в той час в штат входило два церковних служителя - священник і псаломщик, які отримували платню 300 карбованців і 100 крабованців відповідно. Священник Іоан Григорієв Ігнат'єв, 60-ти років, із вищого відділення Херсонської Духовної Семінарії, законоучитель і завідувач місцевої церковно-приходської школи (в ній навчалось 27 хлопчиків і 5 дівчаток). В священника була дружина. І.Г.Ігнат'єв був на посаді священника в Новопетрівському з 1899 року. 
З 1914 по 1919 рік в церкві службу справляв священник Ісидір Розсковський, який до цього був фронтовим священником. Переведений з фронту(Першої Світової війни), мабуть по хворобі, так як через 5 років він помер в віці 36-ти років.

### Радянські часи
У 20 роках ХХ століття почалась кампанія закриття церков. Новопетрівська церква була закрита в 1951 році. З неї були викинуті ікони, зруйновані купол і дзвіниця. За роки Радянської влади в приміщенні церкви був і клуб, і склад, і майстерня. Без особливого догляду церква зазнала руйнування.
У роки «перебудови» люди звертались до влади, про надання дозволу на відкриття церкви. Держава вирішила передати уцілілі споруди храмів у власність церков. 16 березня 1989 року Рада в справах релігій ухвалила рішення про відкриття Свято-Вознесенського храму. А вже через три тижні, 7 квітня 1989 року, на Благовіщення, відбулася перша літургія, службу вів протоієрей Володимир Мишков. Він розпочав відновлення храму.

### Відновлення
Відновлення храму продовжив в 1999 році священник Георгій Баблюк. Більше 3-х місяців (з 10 липня по 25 вересня) в 2002 році знадобилось для того, щоб храм перекрити заново. Проводились і інші реставраційні роботи. В 2006 році була проведена зовнішня штукатурка храму, встановлена тротуарна плитка на східцях. В 2007 році проведено газифікацію, в 2008 році встановлені пластикові вікна. З 2009 року проведено воду та повну заміну електропроводки. В 2010—2011 роках проведений косметичний ремонт всередині приміщення.
9 лютого 2014 року Високопреосвященнійший Олексій Архієпископ Балтський і Ананьєвський освятив храм. З 2016 року по теперішній час проводиться розпис храму в академічному стилі з елементами гризайлю.

### Сучасність
Новопетрівський храм є пам'яткою архітектури та містобудування загальнодержавного значення в Роздільнянському районі на Одещині. 25 січня 2005 року Новопетрівська сільська рада ухвалила рішення про оформлення права власності вірян на культову споруду. Ще потрібні кошти на повне відновлення храму. В середині храм облаштований на пожертви вірян.